# Omroep Vlaardingen
Omroep Vlaardingen was de lokale omroep voor de gemeente Vlaardingen. De zender richtte zich op de regio met de diverse radioprogramma’s en regionieuws.

## Geschiedenis
Op 30 april 1985 (Koninginnedag) gingen de eerste, legale lokale radioprogramma’s van start onder de naam Omroep Vlaardingen, vanuit het Weeshuis. Bij de gebiedswijziging met Maassluis, begin jaren '90, werd de naam gewijzigd in Waterweg-FM, maar de gemeente Maassluis weigerde consequent om de omroep te subsidiëren. Na hoogoplopende conflicten binnen Waterweg-FM zweeg het radiostation. Tot in 1998 opnieuw werd begonnen onder de naam Omroep Vlaardingen, met een nieuw bestuur en meer succes.
Op 1 juli 2018 stopte Omroep Vlaardingen met tv-uitzendingen. Op 1 januari 2024 fuseerde de omroep met die van Schiedam (SCHIE) tot de nieuwe streekomroep Twee. 

## Ontvangst
Omroep Vlaardingen was te ontvangen in de regio Vlaardingen, Schiedam en Maassluis via etherfrequentie 107.8 FM, kabel 105.9 FM, maar ook via de mobiele app en website.